# Szaturnusz-díj a legjobb férfi főszereplőnek
Az alábbi lista a legjobb főszereplő színész filmes kategóriában Szaturnusz-díjra jelölt személyek nevét sorolja fel évek szerinti bontásban. 
A díjat 1976-tól, a 3. díjátadó ünnepség óta évente adja át az Academy of Science Fiction, Fantasy & Horror Films szervezet, megjutalmazva a mozifilmes sci-fi, fantasy és horror-szerepléseket.
A legtöbbször, négy alkalommal Robert Downey Jr. nyerte el a díjat (ebből háromszor Vasember megformálásáért). Mark Hamill és Harrison Ford háromszor vehette át a kitüntetést, ebből Hamill mindháromszor Luke Skywalker szerepéért, míg Ford kétszer Indiana Jones karakteréért. Jeff Bridges és Tom Cruise egyaránt két-két alkalommal vehette át a kitüntetést. 
A legtöbb jelölést Tom Cruise kapta, tizenkét alkalommal. Robert Downey Jr.-t, Harrison Fordot és Arnold Schwarzeneggert hétszer jelölték a díjra ebből Schwarzenegger egyet sem kapott meg.
Kizárólag Anthony Hopkins és Martin Landau nyert Oscar-díjat is ugyanazért a szerepért, amellyel a Szaturnusz-díjat megnyerték (Landaunak azonban a legjobb mellékszereplőnek és nem a legjobb főszereplőnek járó Oscart ítélték oda).

## Győztesek és jelöltek
Győztes színész
- – Oscar-nyertes színész ugyanebben a kategóriában.
- – Oscarra jelölt színész ugyanebben a kategóriában.

(MEGJEGYZÉS: Az Év oszlop az adott művek megjelenési évére utal, a tényleges díjátadó ceremóniát a következő évben rendezték meg.)

### 1970-es évek
| Év                      | Színész           | Színész                            | Magyar cím                         | Eredeti cím               | Szerep                |
| ----------------------- | ----------------- | ---------------------------------- | ---------------------------------- | ------------------------- | --------------------- |
| 1974/1975 (3. díjátadó) |                   | James Caan                         | Rollerball                         | Rollerball                | Jonathan E.           |
| 1974/1975 (3. díjátadó) | Don Johnson       | A fiú és a kutyája                 | A Boy and His Dog                  | Vic                       |                       |
| 1976 (4. díjátadó)      |                   | David Bowie                        | A Földre pottyant férfi            | The Man Who Fell to Earth | Thomas Jerome Newton  |
| 1977 (5. díjátadó)      |                   | George Burns                       | Te jó Isten!                       | Oh, God!                  | Isten                 |
| 1977 (5. díjátadó)      | Richard Dreyfuss  | Harmadik típusú találkozások       | Close Encounters of the Third Kind | Roy Neary                 |                       |
| 1977 (5. díjátadó)      | William Shatner   | –                                  | Kingdom of the Spiders             | Dr. Rack Hansen           |                       |
| 1977 (5. díjátadó)      | Harrison Ford     | Star Wars IV. rész – Egy új remény | Star Wars                          | Han Solo                  |                       |
| 1977 (5. díjátadó)      | Mark Hamill       | Star Wars IV. rész – Egy új remény | Star Wars                          | Luke Skywalker            |                       |
| 1977 (5. díjátadó)      | Michael York      | Dr. Moreau szigete                 | The Island of Dr. Moreau           | Andrew Braddock           |                       |
| 1978 (6. díjátadó)      |                   | Warren Beatty                      | Ép testben épp, hogy élek          | Heaven Can Wait           | Joe Pendleton         |
| 1978 (6. díjátadó)      | Christopher Lee   | A vesszőből font ember             | The Wicker Man                     | Lord Summerisle           |                       |
| 1978 (6. díjátadó)      | Laurence Olivier  | A brazíliai fiúk                   | The Boys from Brazil               | Ezra Lieberman            |                       |
| 1978 (6. díjátadó)      | Christopher Reeve | Superman                           | Superman                           | Clark Kent / Superman     |                       |
| 1978 (6. díjátadó)      | Donald Sutherland | A testrablók támadása              | Invasion of the Body Snatchers     | Matthew Bennell           |                       |
| 1979 (7. díjátadó)      |                   | George Hamilton                    | Szerelem első harapásra            | Love at First Bite        | Vladimir Drakula gróf |
| 1979 (7. díjátadó)      | Christopher Lee   | Kalandok Arábiában                 | Arabian Adventure                  | Alquazar kalifa           |                       |
| 1979 (7. díjátadó)      | Frank Langella    | Drakula                            | Dracula                            | Drakula gróf              |                       |
| 1979 (7. díjátadó)      | William Shatner   | Star Trek: Csillagösvény           | Star Trek: The Motion Picture      | James T. Kirk             |                       |
| 1979 (7. díjátadó)      | Malcolm McDowell  | Időről időre                       | Time After Time                    | H. G. Wells               |                       |

### 1980-as évek
| Év                       | Színész               | Színész                                   | Magyar cím                                | Eredeti cím                     | Szerep            |
| ------------------------ | --------------------- | ----------------------------------------- | ----------------------------------------- | ------------------------------- | ----------------- |
| 1980 (8. díjátadó)       |                       | Mark Hamill                               | Star Wars V. rész – A Birodalom visszavág | The Empire Strikes Back         | Luke Skywalker    |
| 1980 (8. díjátadó)       | Christopher Reeve     | Valahol, valamikor                        | Somewhere in Time                         | Richard Collier                 |                   |
| 1980 (8. díjátadó)       | Dennis Christopher    | –                                         | Fade to Black                             | Eric Binford                    |                   |
| 1980 (8. díjátadó)       | Kirk Douglas          | Végső visszaszámlálás                     | The Final Countdown                       | Matthew Yelland kapitány        |                   |
| 1980 (8. díjátadó)       | Alan Arkin            | –                                         | Simon                                     | Simon Mendelssohn professzor    |                   |
| 1981 (9. díjátadó)       |                       | Harrison Ford                             | Az elveszett frigyláda fosztogatói        | Raiders of the Lost Ark         | Indiana Jones     |
| 1981 (9. díjátadó)       | Donald Pleasence      | Halloween 2.                              | Halloween II                              | Dr. Sam Loomis                  |                   |
| 1981 (9. díjátadó)       | Sean Connery          | Gyilkos bolygó                            | Outland                                   | William T. O'Niel marsall       |                   |
| 1981 (9. díjátadó)       | Christopher Reeve     | Superman II.                              | Superman II                               | Clark Kent / Superman           |                   |
| 1981 (9. díjátadó)       | Albert Finney         | A farkas                                  | Wolfen                                    | Dewey Wilson                    |                   |
| 1982 (10. díjátadó)      |                       | William Shatner                           | Űrszekerek II: A Khan bosszúja            | Star Trek II: The Wrath of Khan | James T. Kirk     |
| 1982 (10. díjátadó)      | Mel Gibson            | Mad Max 2.                                | Mad Max 2                                 | Max Rockatansky                 |                   |
| 1982 (10. díjátadó)      | Lee Horsley           | Talen kardja – Harc a mágia ellen         | The Sword and the Sorcerer                | Talon herceg                    |                   |
| 1982 (10. díjátadó)      | Christopher Reeve     | Halálcsapda                               | Deathtrap                                 | Clifford Anderson               |                   |
| 1982 (10. díjátadó)      | Henry Thomas          | E. T., a földönkívüli                     | E.T. the Extra-Terrestrial                | Elliott                         |                   |
| 1983 (11. díjátadó)      |                       | Mark Hamill                               | Star Wars VI. rész – A Jedi visszatér     | Return of the Jedi              | Luke Skywalker    |
| 1983 (11. díjátadó)      | Matthew Broderick     | Háborús játékok                           | WarGames                                  | David Lightman                  |                   |
| 1983 (11. díjátadó)      | Christopher Reeve     | Superman III.                             | Superman III                              | Clark Kent / Superman           |                   |
| 1983 (11. díjátadó)      | Roy Scheider          | Kék villám                                | Blue Thunder                              | Frank Murphy őrnagy             |                   |
| 1983 (11. díjátadó)      | Christopher Walken    | A holtsáv                                 | The Dead Zone                             | Johnny Smith                    |                   |
| 1984 (12. díjátadó)      |                       | Jeff Bridges                              | Csillagember                              | Starman                         | Csillagember      |
| 1984 (12. díjátadó)      | George Burns          | Uramisten, ez az ördög!                   | Oh, God! You Devil                        | Isten / Harry O. Tophet         |                   |
| 1984 (12. díjátadó)      | Harrison Ford         | Indiana Jones és a végzet temploma        | Indiana Jones and the Temple of Doom      | Indiana Jones                   |                   |
| 1984 (12. díjátadó)      | Arnold Schwarzenegger | Terminátor – A halálosztó                 | The Terminator                            | Terminátor                      |                   |
| 1984 (12. díjátadó)      | William Shatner       | Star Trek III: Spock nyomában             | Star Trek III: The Search for Spock       | James T. Kirk                   |                   |
| 1985 (13. díjátadó)      |                       | Michael J. Fox                            | Vissza a jövőbe                           | Back to the Future              | Marty McFly       |
| 1985 (13. díjátadó)      | Hume Cronyn           | Selyemgubó                                | Cocoon                                    | Joe Finley                      |                   |
| 1985 (13. díjátadó)      | Louis Gossett Jr.     | Kedves ellenségem                         | Enemy Mine                                | Jeriba 'Jerry' Shigan           |                   |
| 1985 (13. díjátadó)      | James Karen           | Az élőhalottak visszatérnek               | The Return of the Living Dead             | Frank                           |                   |
| 1985 (13. díjátadó)      | Chris Sarandon        | Frászkarika – Veszélyes éj                | Fright Night                              | Jerry Dandrige                  |                   |
| 1986 (14. díjátadó)      |                       | Jeff Goldblum                             | A légy                                    | The Fly                         | Seth Brundle      |
| 1986 (14. díjátadó)      | Michael Biehn         | A bolygó neve: Halál                      | Aliens                                    | Dwayne Hicks tizedes            |                   |
| 1986 (14. díjátadó)      | Leonard Nimoy         | Star Trek IV: A hazatérés                 | Star Trek IV: The Voyage Home             | Spock                           |                   |
| 1986 (14. díjátadó)      | Anthony Perkins       | Psycho 3.                                 | Psycho III                                | Norman Bates                    |                   |
| 1986 (14. díjátadó)      | William Shatner       | Star Trek IV: A hazatérés                 | Star Trek IV: The Voyage Home             | James T. Kirk                   |                   |
| 1987 (15. díjátadó)      |                       | Jack Nicholson                            | Az eastwicki boszorkányok                 | The Witches of Eastwick         | Daryl Van Horne   |
| 1987 (15. díjátadó)      | Lance Henriksen       | Pumpkinhead – A bosszú démona             | Pumpkinhead                               | Ed Harley                       |                   |
| 1987 (15. díjátadó)      | Michael Nouri         | A rejtőzködő                              | The Hidden                                | Tom Beck nyomozó                |                   |
| 1987 (15. díjátadó)      | Terry O’Quinn         | A mostohaapa                              | The Stepfather                            | Jerry Blake                     |                   |
| 1987 (15. díjátadó)      | Arnold Schwarzenegger | Ragadozó                                  | Predator                                  | Alan "Dutch" Schaefer őrmester  |                   |
| 1987 (15. díjátadó)      | Peter Weller          | Robotzsaru                                | RoboCop                                   | Alex Murphy / Robotzsaru        |                   |
| 1988 (16. díjátadó)      |                       | Tom Hanks                                 | Segítség, felnőttem!                      | Big                             | Josh Baskin       |
| 1988 (16. díjátadó)      | Hume Cronyn           | Selyemgubó 2. – A visszatérés             | Cocoon: The Return                        | Joe Finley                      |                   |
| 1988 (16. díjátadó)      | Bob Hoskins           | Roger nyúl a pácban                       | Who Framed Roger Rabbit                   | Eddie Valiant                   |                   |
| 1988 (16. díjátadó)      | Jeremy Irons          | Két test, egy lélek                       | Dead Ringers                              | Beverly Mantle / Elliot Mantle  |                   |
| 1988 (16. díjátadó)      | Bill Murray           | Szellemes karácsony                       | Scrooged                                  | Frank Cross                     |                   |
| 1988 (16. díjátadó)      | James Spader          | –                                         | Jack's Back                               | John / Rick Wesford             |                   |
| 1989/1990 (17. díjátadó) |                       | Jeff Daniels                              | Arachnophobia – Pókiszony                 | Arachnophobia                   | Dr. Ross Jennings |
| 1989/1990 (17. díjátadó) | Warren Beatty         | Dick Tracy                                | Dick Tracy                                | Dick Tracy                      |                   |
| 1989/1990 (17. díjátadó) | Harrison Ford         | Indiana Jones és az utolsó kereszteslovag | Indiana Jones and the Last Crusade        | Indiana Jones                   |                   |
| 1989/1990 (17. díjátadó) | Ed Harris             | A mélység titka                           | The Abyss                                 | Virgil 'Bud' Brigman            |                   |
| 1989/1990 (17. díjátadó) | Axel Jodorowsky       | Szent vér                                 | Santa Sangre                              | Fenix                           |                   |
| 1989/1990 (17. díjátadó) | Liam Neeson           | Darkman                                   | Darkman                                   | Peyton Westlake / Darkman       |                   |
| 1989/1990 (17. díjátadó) | Jack Nicholson        | Batman                                    | Batman                                    | Jack Napier / The Joker         |                   |
| 1989/1990 (17. díjátadó) | Arnold Schwarzenegger | Total Recall – Az emlékmás                | Total Recall                              | Douglas Quaid / Hauser          |                   |
| 1989/1990 (17. díjátadó) | Patrick Swayze        | Ghost                                     | Ghost                                     | Sam Wheat                       |                   |

### 1990-es évek
| Év                  | Színész               | Színész                              | Magyar cím                                | Eredeti cím                           | Szerep                                        |
| ------------------- | --------------------- | ------------------------------------ | ----------------------------------------- | ------------------------------------- | --------------------------------------------- |
| 1991 (18. díjátadó) |                       | Anthony Hopkins                      | A bárányok hallgatnak                     | The Silence of the Lambs              | Dr. Hannibal Lecter                           |
| 1991 (18. díjátadó) | Jeff Bridges          | A halászkirály legendája             | The Fisher King                           | Jack Lucas                            |                                               |
| 1991 (18. díjátadó) | James Caan            | Tortúra                              | Misery                                    | Paul Sheldon                          |                                               |
| 1991 (18. díjátadó) | Kevin Costner         | Robin Hood, a tolvajok fejedelme     | Robin Hood: Prince of Thieves             | Robin Hood                            |                                               |
| 1991 (18. díjátadó) | Arnold Schwarzenegger | Terminátor 2. – Az ítélet napja      | Terminator 2: Judgment Day                | Terminátor                            |                                               |
| 1991 (18. díjátadó) | Robin Williams        | A halászkirály legendája             | The Fisher King                           | Parry                                 |                                               |
| 1992 (19. díjátadó) |                       | Gary Oldman                          | Drakula                                   | Bram Stoker's Dracula                 | Drakula gróf / Karóbahúzó Vlad                |
| 1992 (19. díjátadó) | Chevy Chase           | Semmit a szemnek                     | Memoirs of an Invisible Man               | Nick Halloway                         |                                               |
| 1992 (19. díjátadó) | Michael Gambon        | Játékszerek                          | Toys                                      | Leland Zevo altábornagy               |                                               |
| 1992 (19. díjátadó) | Raúl Juliá            | Addams Family – A galád család       | The Addams Family                         | Gomez Addams                          |                                               |
| 1992 (19. díjátadó) | John Lithgow          | Káin ébredése                        | Raising Cain                              | Dr. Carter Nix/Cain/Nix Sr/Josh/Margo |                                               |
| 1992 (19. díjátadó) | Robin Williams        | Játékszerek                          | Toys                                      | Leslie Zevo                           |                                               |
| 1992 (19. díjátadó) | Bruce Willis          | Jól áll neki a halál                 | Death Becomes Her                         | Dr. Ernest Menville                   |                                               |
| 1993 (20. díjátadó) |                       | Robert Downey Jr.                    | Lelkük rajta                              | Heart and Souls                       | Thomas Reilly                                 |
| 1993 (20. díjátadó) | Jeff Bridges          | Nyom nélkül                          | The Vanishing                             | Barney Cousins                        |                                               |
| 1993 (20. díjátadó) | Bill Murray           | Idétlen időkig                       | Groundhog Day                             | Phil Connors                          |                                               |
| 1993 (20. díjátadó) | Robert Patrick        | Égi tűz                              | Fire in the Sky                           | Mike Rogers                           |                                               |
| 1993 (20. díjátadó) | Arnold Schwarzenegger | Az utolsó akcióhős                   | Last Action Hero                          | Jack Slater                           |                                               |
| 1993 (20. díjátadó) | Christian Slater      | Tiszta románc                        | True Romance                              | Clarence Worley                       |                                               |
| 1993 (20. díjátadó) | Max von Sydow         | Hasznos holmik                       | Needful Things                            | Leland Gaunt                          |                                               |
| 1994 (21. díjátadó) |                       | Martin Landau                        | Ed Wood                                   | Ed Wood                               | Lugosi Béla                                   |
| 1994 (21. díjátadó) | Kenneth Branagh       | Frankenstein                         | Mary Shelley's Frankenstein               | Victor Frankenstein                   |                                               |
| 1994 (21. díjátadó) | Tom Cruise            | Interjú a vámpírral                  | Interview with the Vampire                | Lestat de Lioncourt                   |                                               |
| 1994 (21. díjátadó) | Tom Hanks             | Forrest Gump                         | Forrest Gump                              | Forrest Gump                          |                                               |
| 1994 (21. díjátadó) | Jack Nicholson        | Farkas                               | Wolf                                      | Will Randall                          |                                               |
| 1994 (21. díjátadó) | Brad Pitt             | Interjú a vámpírral                  | Interview with the Vampire                | Louis de Pointe du Lac                |                                               |
| 1994 (21. díjátadó) | Arnold Schwarzenegger | True Lies – Két tűz között           | True Lies                                 | Harry Tasker                          |                                               |
| 1995 (22. díjátadó) |                       | George Clooney                       | Alkonyattól pirkadatig                    | From Dusk till Dawn                   | Seth Gecko                                    |
| 1995 (22. díjátadó) | Pierce Brosnan        | Aranyszem                            | GoldenEye                                 | James Bond                            |                                               |
| 1995 (22. díjátadó) | Ralph Fiennes         | Strange Days – A halál napja         | Strange Days                              | Lenny Nero                            |                                               |
| 1995 (22. díjátadó) | Morgan Freeman        | Hetedik                              | Seven                                     | William Somerset                      |                                               |
| 1995 (22. díjátadó) | Robin Williams        | Jumanji                              | Jumanji                                   | Alan Parrish                          |                                               |
| 1995 (22. díjátadó) | Bruce Willis          | 12 majom                             | 12 Monkeys                                | James Cole                            |                                               |
| 1996 (23. díjátadó) |                       | Eddie Murphy                         | Bölcsek kövére                            | The Nutty Professor                   | Sherman Klump professzor és több egyéb szerep |
| 1996 (23. díjátadó) | Michael J. Fox        | Törjön ki a frász!                   | The Frighteners                           | Frank Bannister                       |                                               |
| 1996 (23. díjátadó) | Jeff Goldblum         | A függetlenség napja                 | Independence Day                          | David Levinson                        |                                               |
| 1996 (23. díjátadó) | Bill Paxton           | Twister                              | Twister                                   | Bill Harding                          |                                               |
| 1996 (23. díjátadó) | Will Smith            | A függetlenség napja                 | Independence Day                          | Steven Hiller kapitány                |                                               |
| 1996 (23. díjátadó) | Patrick Stewart       | Star Trek: Kapcsolatfelvétel         | Star Trek: First Contact                  | Jean-Luc Picard kapitány              |                                               |
| 1997 (24. díjátadó) |                       | Pierce Brosnan                       | A holnap markában                         | Tomorrow Never Dies                   | James Bond                                    |
| 1997 (24. díjátadó) | Nicolas Cage          | Ál/Arc                               | Face/Off                                  | Castor Troy / Sean Archer             |                                               |
| 1997 (24. díjátadó) | John Travolta         | Ál/Arc                               | Face/Off                                  | Sean Archer / Castor Troy             |                                               |
| 1997 (24. díjátadó) | Al Pacino             | Az ördög ügyvédje                    | The Devil's Advocate                      | John Milton                           |                                               |
| 1997 (24. díjátadó) | Will Smith            | Men in Black – Sötét zsaruk          | Men in Black                              | J ügynök                              |                                               |
| 1997 (24. díjátadó) | Kevin Costner         | A jövő hírnöke                       | The Postman                               | Postás                                |                                               |
| 1998 (25. díjátadó) |                       | James Woods                          | John Carpenter: Vámpírok                  | Vampires                              | Jack Crow                                     |
| 1998 (25. díjátadó) | Jim Carrey            | Truman Show                          | The Truman Show                           | Truman Burbank                        |                                               |
| 1998 (25. díjátadó) | David Duchovny        | X-akták – Szállj harcba a jövő ellen | The X-Files: Fight the Future             | Fox Mulder különleges ügynök          |                                               |
| 1998 (25. díjátadó) | Anthony Hopkins       | Ha eljön Joe Black                   | Meet Joe Black                            | William Parrish                       |                                               |
| 1998 (25. díjátadó) | Edward Norton         | Amerikai história X                  | American History X                        | Derek Vinyard                         |                                               |
| 1998 (25. díjátadó) | Bruce Willis          | Armageddon                           | Armageddon                                | Harry Stamper                         |                                               |
| 1999 (26. díjátadó) |                       | Tim Allen                            | Galaxy Quest – Galaktitkos küldetés       | Galaxy Quest                          | Jason Nesmith / Taggart kapitány              |
| 1999 (26. díjátadó) | Johnny Depp           | Az Álmosvölgy legendája              | Sleepy Hollow                             | Ichabod Crane                         |                                               |
| 1999 (26. díjátadó) | Brendan Fraser        | A múmia                              | The Mummy                                 | Richard "Rick" O’Connell              |                                               |
| 1999 (26. díjátadó) | Liam Neeson           | Star Wars I. rész – Baljós árnyak    | Star Wars: Episode I – The Phantom Menace | Qui-Gon Jinn                          |                                               |
| 1999 (26. díjátadó) | Keanu Reeves          | Mátrix                               | The Matrix                                | Thomas Anderson / Neo                 |                                               |
| 1999 (26. díjátadó) | Bruce Willis          | Hatodik érzék                        | The Sixth Sense                           | Dr. Malcolm Crowe                     |                                               |

### 2000-es évek
| Év                  | Színész               | Színész                                       | Magyar cím                                             | Eredeti cím                                   | Szerep                  |
| ------------------- | --------------------- | --------------------------------------------- | ------------------------------------------------------ | --------------------------------------------- | ----------------------- |
| 2000 (27. díjátadó) |                       | Hugh Jackman                                  | X-Men – A kívülállók                                   | X-Men                                         | Logan / Farkas          |
| 2000 (27. díjátadó) | Arnold Schwarzenegger | A hatodik napon                               | The 6th Day                                            | Adam Gibson / Adam Gibson klónja              |                         |
| 2000 (27. díjátadó) | Russell Crowe         | Gladiátor                                     | Gladiator                                              | Maximus Decimus Meridius                      |                         |
| 2000 (27. díjátadó) | Jim Carrey            | A Grincs                                      | Dr. Seuss' How the Grinch Stole Christmas              | Grincs                                        |                         |
| 2000 (27. díjátadó) | Clint Eastwood        | Űrcowboyok                                    | Space Cowboys                                          | Frank Corvin ezredes                          |                         |
| 2000 (27. díjátadó) | Chow Yun-fat          | Tigris és sárkány                             | Crouching Tiger, Hidden Dragon                         | Mu-paj                                        |                         |
| 2001 (28. díjátadó) |                       | Tom Cruise                                    | Vanília égbolt                                         | Vanilla Sky                                   | David Aames             |
| 2001 (28. díjátadó) | Johnny Depp           | A pokolból                                    | From Hell                                              | Frederick Abberline felügyelő                 |                         |
| 2001 (28. díjátadó) | Anthony Hopkins       | Hannibal                                      | Hannibal                                               | Hannibal Lecter                               |                         |
| 2001 (28. díjátadó) | Kevin Spacey          | K-PAX – A belső bolygó                        | K-PAX                                                  | Prot / Robert Porter                          |                         |
| 2001 (28. díjátadó) | Billy Bob Thornton    | Az ember, aki ott se volt                     | The Man Who Wasn't There                               | Ed Crane                                      |                         |
| 2001 (28. díjátadó) | Guy Pearce            | Mementó                                       | Memento                                                | Leonard Shelby                                |                         |
| 2002 (29. díjátadó) |                       | Robin Williams                                | Sötétkamra                                             | One Hour Photo                                | Seymour Parrish         |
| 2002 (29. díjátadó) | Pierce Brosnan        | Halj meg máskor                               | Die Another Day                                        | James Bond                                    |                         |
| 2002 (29. díjátadó) | Viggo Mortensen       | A Gyűrűk Ura: A két torony                    | The Lord of the Rings: The Two Towers                  | Aragorn                                       |                         |
| 2002 (29. díjátadó) | Tom Cruise            | Különvélemény                                 | Minority Report                                        | John Anderton                                 |                         |
| 2002 (29. díjátadó) | George Clooney        | Solaris                                       | Solaris                                                | Chris Kelvin                                  |                         |
| 2002 (29. díjátadó) | Tobey Maguire         | Pókember                                      | Spider-Man                                             | Peter Parker / Pókember                       |                         |
| 2003 (30. díjátadó) |                       | Elijah Wood                                   | A Gyűrűk Ura: A király visszatér                       | The Lord of the Rings: The Return of the King | Zsákos Frodó            |
| 2003 (30. díjátadó) | Albert Finney         | Nagy Hal                                      | Big Fish                                               | idős Edward Bloom                             |                         |
| 2003 (30. díjátadó) | Tom Cruise            | Az utolsó szamuráj                            | The Last Samurai                                       | Nathan Algren                                 |                         |
| 2003 (30. díjátadó) | Viggo Mortensen       | A Gyűrűk Ura: A király visszatér              | The Lord of the Rings: The Return of the King          | Aragorn                                       |                         |
| 2003 (30. díjátadó) | Johnny Depp           | A Karib-tenger kalózai: A Fekete Gyöngy átka  | Pirates of the Caribbean: The Curse of the Black Pearl | Jack Sparrow kapitány                         |                         |
| 2003 (30. díjátadó) | Crispin Glover        | Willard                                       | Willard                                                | Willard Stiles                                |                         |
| 2004 (31. díjátadó) |                       | Tobey Maguire                                 | Pókember 2.                                            | Spider-Man 2                                  | Peter Parker / Pókember |
| 2004 (31. díjátadó) | Matt Damon            | A Bourne-csapda                               | The Bourne Supremacy                                   | Jason Bourne                                  |                         |
| 2004 (31. díjátadó) | Tom Cruise            | Collateral – A halál záloga                   | Collateral                                             | Vincent                                       |                         |
| 2004 (31. díjátadó) | Jim Carrey            | Egy makulátlan elme örök ragyogása            | Eternal Sunshine of the Spotless Mind                  | Joel Barish                                   |                         |
| 2004 (31. díjátadó) | Johnny Depp           | Én, Pán Péter                                 | Finding Neverland                                      | Sir James Matthew Barrie                      |                         |
| 2004 (31. díjátadó) | Christian Bale        | A gépész                                      | The Machinist                                          | Trevor Reznik                                 |                         |
| 2005 (32. díjátadó) |                       | Christian Bale                                | Batman: Kezdődik!                                      | Batman Begins                                 | Bruce Wayne / Batman    |
| 2005 (32. díjátadó) | Viggo Mortensen       | Erőszakos múlt                                | A History of Violence                                  | Tom Stall / Joey Cusack                       |                         |
| 2005 (32. díjátadó) | Robert Downey Jr.     | Durr, durr és csók                            | Kiss Kiss Bang Bang                                    | Harry Lockhart                                |                         |
| 2005 (32. díjátadó) | Pierce Brosnan        | Matador                                       | The Matador                                            | Julian Noble                                  |                         |
| 2005 (32. díjátadó) | Hayden Christensen    | Star Wars III. rész – A sithek bosszúja       | Star Wars: Episode III – Revenge of the Sith           | Anakin Skywalker / Darth Vader                |                         |
| 2005 (32. díjátadó) | Tom Cruise            | Világok harca                                 | War of the Worlds                                      | Ray Ferrier                                   |                         |
| 2006 (33 díjátadó)  |                       | Brandon Routh                                 | Superman visszatér                                     | Superman Returns                              | Clark Kent / Superman   |
| 2006 (33 díjátadó)  | Daniel Craig          | Casino Royale                                 | Casino Royale                                          | James Bond                                    |                         |
| 2006 (33 díjátadó)  | Clive Owen            | Az ember gyermeke                             | Children of Men                                        | Theo Faron                                    |                         |
| 2006 (33 díjátadó)  | Hugh Jackman          | A forrás                                      | The Fountain                                           | Tomas / Tommy / Tom Creo                      |                         |
| 2006 (33 díjátadó)  | Tom Cruise            | Mission: Impossible III                       | Mission: Impossible III                                | Ethan Hunt                                    |                         |
| 2006 (33 díjátadó)  | Will Ferrell          | Felforgatókönyv                               | Stranger than Fiction                                  | Harold Crick                                  |                         |
| 2007 (34. díjátadó) |                       | Will Smith                                    | Legenda vagyok                                         | I Am Legend                                   | Dr. Robert Neville      |
| 2007 (34. díjátadó) | John Cusack           | 1408                                          | 1408                                                   | Mike Enslin                                   |                         |
| 2007 (34. díjátadó) | Gerard Butler         | 300                                           | 300                                                    | Leónidasz király                              |                         |
| 2007 (34. díjátadó) | Viggo Mortensen       | Eastern Promises – Gyilkos ígéretek           | Eastern Promises                                       | Nikolai Luzhin                                |                         |
| 2007 (34. díjátadó) | Johnny Depp           | Sweeney Todd, a Fleet Street démoni borbélya  | Sweeney Todd: The Demon Barber of Fleet Street         | Benjamin Barker / Sweeney Todd                |                         |
| 2007 (34. díjátadó) | Daniel Day-Lewis      | Vérző olaj                                    | There Will Be Blood                                    | Daniel Plainview                              |                         |
| 2008 (35. díjátadó) |                       | Robert Downey Jr.                             | A Vasember                                             | Iron Man                                      | Tony Stark / Vasember   |
| 2008 (35. díjátadó) | Will Smith            | Hancock                                       | Hancock                                                | John Hancock                                  |                         |
| 2008 (35. díjátadó) | Harrison Ford         | Indiana Jones és a kristálykoponya királysága | Indiana Jones and the Kingdom of the Crystal Skull     | Indiana Jones                                 |                         |
| 2008 (35. díjátadó) | Brad Pitt             | Benjamin Button különös élete                 | The Curious Case of Benjamin Button                    | Benjamin Button                               |                         |
| 2008 (35. díjátadó) | Christian Bale        | A sötét lovag                                 | The Dark Knight                                        | Bruce Wayne / Batman                          |                         |
| 2008 (35. díjátadó) | Tom Cruise            | Valkűr                                        | Valkyrie                                               | Claus von Stauffenberg ezredes                |                         |
| 2009 (36. díjátadó) |                       | Sam Worthington                               | Avatar                                                 | Avatar                                        | Jake Sully              |
| 2009 (36. díjátadó) | Tobey Maguire         | Testvérek                                     | Brothers                                               | Sam Cahill kapitány                           |                         |
| 2009 (36. díjátadó) | Sam Rockwell          | Hold                                          | Moon                                                   | Sam Bell                                      |                         |
| 2009 (36. díjátadó) | Robert Downey Jr.     | Sherlock Holmes                               | Sherlock Holmes                                        | Sherlock Holmes                               |                         |
| 2009 (36. díjátadó) | Denzel Washington     | Éli könyve                                    | The Book of Eli                                        | Eli                                           |                         |
| 2009 (36. díjátadó) | Viggo Mortensen       | Az út                                         | The Road                                               | A férfi                                       |                         |

### 2010-es évek
| Év                       | Színész              | Színész                                  | Magyar cím                                 | Eredeti cím                                | Szerep                 |
| ------------------------ | -------------------- | ---------------------------------------- | ------------------------------------------ | ------------------------------------------ | ---------------------- |
| 2010 (37. díjátadó)      |                      | Jeff Bridges                             | Tron: Örökség                              | Tron: Legacy                               | Kevin Flynn / CLU      |
| 2010 (37. díjátadó)      | George Clooney       | Az amerikai                              | The American                               | Jack / Edward                              |                        |
| 2010 (37. díjátadó)      | Leonardo DiCaprio    | Eredet                                   | Inception                                  | Dom Cobb                                   |                        |
| 2010 (37. díjátadó)      | Leonardo DiCaprio    | Viharsziget                              | Shutter Island                             | Teddy Daniels                              |                        |
| 2010 (37. díjátadó)      | Robert Downey Jr.    | Vasember 2.                              | Iron Man 2                                 | Tony Stark / Vasember                      |                        |
| 2010 (37. díjátadó)      | Ryan Reynolds        | Élve eltemetve                           | Buried                                     | Paul Conroy                                |                        |
| 2011 (38. díjátadó)      |                      | Michael Shannon                          | Take Shelter                               | Take Shelter                               | Curtis LaForche        |
| 2011 (38. díjátadó)      | Antonio Banderas     | A bőr, amelyben élek                     | The Skin I Live In                         | Dr. Robert Ledgard                         |                        |
| 2011 (38. díjátadó)      | Dominic Cooper       | Az ördög dublőre                         | The Devil's Double                         | Udajj Huszein / Latif Yahia                |                        |
| 2011 (38. díjátadó)      | Tom Cruise           | Mission: Impossible – Fantom protokoll   | Mission: Impossible – Ghost Protocol       | Ethan Hunt                                 |                        |
| 2011 (38. díjátadó)      | Chris Evans          | Amerika Kapitány: Az első bosszúálló     | Captain America: The First Avenger         | Steve Rogers / Amerika Kapitány            |                        |
| 2011 (38. díjátadó)      | Ben Kingsley         | A leleményes Hugo                        | Hugo                                       | Georges Méliès                             |                        |
| 2012 (39. díjátadó)      |                      | Matthew McConaughey                      | Gyilkos Joe                                | Killer Joe                                 | Joe Cooper             |
| 2012 (39. díjátadó)      | Christian Bale       | A sötét lovag – Felemelkedés             | The Dark Knight Rises                      | Bruce Wayne / Batman                       |                        |
| 2012 (39. díjátadó)      | Daniel Craig         | Skyfall                                  | Skyfall                                    | James Bond                                 |                        |
| 2012 (39. díjátadó)      | Martin Freeman       | A hobbit: Váratlan utazás                | The Hobbit: An Unexpected Journey          | fiatal Zsákos Bilbó                        |                        |
| 2012 (39. díjátadó)      | Hugh Jackman         | A nyomorultak                            | Les Misérables                             | Jean Valjean                               |                        |
| 2012 (39. díjátadó)      | Joseph Gordon-Levitt | Looper – A jövő gyilkosa                 | Looper                                     | fiatal Joe                                 |                        |
| 2013 (40. díjátadó)      |                      | Robert Downey Jr.                        | Vasember 3.                                | Iron Man 3                                 | Tony Stark / Vasember  |
| 2013 (40. díjátadó)      | Oscar Isaac          | Llewyn Davis világa                      | Inside Llewyn Davis                        | Llewyn Davis                               |                        |
| 2013 (40. díjátadó)      | Simon Pegg           | Világvége                                | The World's End                            | Gary King                                  |                        |
| 2013 (40. díjátadó)      | Joaquin Phoenix      | A nő                                     | Her                                        | Theodore Twombly                           |                        |
| 2013 (40. díjátadó)      | Brad Pitt            | Z világháború                            | World War Z                                | Gerry Lane                                 |                        |
| 2013 (40. díjátadó)      | Ben Stiller          | Walter Mitty titkos élete                | The Secret Life of Walter Mitty            | Walter Mitty                               |                        |
| 2014 (41. díjátadó)      |                      | Chris Pratt                              | A galaxis őrzői                            | Guardians of the Galaxy                    | Peter Quill / „Űrlord” |
| 2014 (41. díjátadó)      | Tom Cruise           | A holnap határa                          | Edge of Tomorrow                           | William Cage őrnagy                        |                        |
| 2014 (41. díjátadó)      | Chris Evans          | Amerika Kapitány: A tél katonája         | Captain America: The Winter Soldier        | Steve Rogers / Amerika Kapitány            |                        |
| 2014 (41. díjátadó)      | Jake Gyllenhaal      | Éjjeli féreg                             | Nightcrawler                               | Louis Bloom                                |                        |
| 2014 (41. díjátadó)      | Michael Keaton       | Birdman avagy (A mellőzés meglepő ereje) | Birdman                                    | Riggan Thomson / Birdman                   |                        |
| 2014 (41. díjátadó)      | Matthew McConaughey  | Csillagok között                         | Interstellar                               | Cooper                                     |                        |
| 2014 (41. díjátadó)      | Dan Stevens          | –                                        | The Guest                                  | David Collins                              |                        |
| 2015 (42. díjátadó)      |                      | Harrison Ford                            | Star Wars VII. rész – Az ébredő Erő        | Star Wars: Episode VII – The Force Awakens | Han Solo               |
| 2015 (42. díjátadó)      | John Boyega          | Star Wars VII. rész – Az ébredő Erő      | Star Wars: Episode VII – The Force Awakens | Finn                                       |                        |
| 2015 (42. díjátadó)      | Matt Damon           | Mentőexpedíció                           | The Martian                                | Mark Watney                                |                        |
| 2015 (42. díjátadó)      | Leonardo DiCaprio    | A visszatérő                             | The Revenant                               | Hugh Glass                                 |                        |
| 2015 (42. díjátadó)      | Taron Egerton        | Kingsman: A titkos szolgálat             | Kingsman: The Secret Service               | Gary 'Töki' Unwin                          |                        |
| 2015 (42. díjátadó)      | Domhnall Gleeson     | Ex Machina                               | Ex Machina                                 | Caleb Smith                                |                        |
| 2015 (42. díjátadó)      | Samuel L. Jackson    | Aljas nyolcas                            | The Hateful Eight                          | Marquis Warren őrnagy                      |                        |
| 2015 (42. díjátadó)      | Paul Rudd            | A Hangya                                 | Ant-Man                                    | Scott Lang / Hangya                        |                        |
| 2016 (43. díjátadó)      |                      | Ryan Reynolds                            | Deadpool                                   | Deadpool                                   | Wade Wilson / Deadpool |
| 2016 (43. díjátadó)      | Benedict Cumberbatch | Doctor Strange                           | Doctor Strange                             | Stephen Strange / Doktor Strange           |                        |
| 2016 (43. díjátadó)      | Chris Evans          | Amerika Kapitány: Polgárháború           | Captain America: Civil War                 | Steve Rogers / Amerika Kapitány            |                        |
| 2016 (43. díjátadó)      | Matthew McConaughey  | Arany                                    | Gold                                       | Kenny Wells                                |                        |
| 2016 (43. díjátadó)      | Chris Pine           | Star Trek: Mindenen túl                  | Star Trek Beyond                           | James T. Kirk kapitány                     |                        |
| 2016 (43. díjátadó)      | Chris Pratt          | Utazók                                   | Passengers                                 | Jim Preston                                |                        |
| 2016 (43. díjátadó)      | Mark Rylance         | A barátságos óriás                       | The BFG                                    | A HABÓ                                     |                        |
| 2017 (44. díjátadó)      |                      | Mark Hamill                              | Star Wars VIII. rész – Az utolsó jedik     | Star Wars: Episode VIII – The Last Jedi    | Luke Skywalker         |
| 2017 (44. díjátadó)      | Chadwick Boseman     | Fekete Párduc                            | Black Panther                              | T'Challa / Fekete Párduc                   |                        |
| 2017 (44. díjátadó)      | Ryan Gosling         | Szárnyas fejvadász 2049                  | Blade Runner 2049                          | K                                          |                        |
| 2017 (44. díjátadó)      | Hugh Jackman         | Logan – Farkas                           | Logan                                      | James Howlett / Logan                      |                        |
| 2017 (44. díjátadó)      | Daniel Kaluuya       | Tűnj el!                                 | Get Out                                    | Chris Washington                           |                        |
| 2017 (44. díjátadó)      | Andy Serkis          | A majmok bolygója: Háború                | War for the Planet of the Apes             | Caesar                                     |                        |
| 2017 (44. díjátadó)      | Vince Vaughn         | Büntető ököl                             | Brawl in Cell Block 99                     | Bradley Thomas                             |                        |
| 2018/2019 (45. díjátadó) |                      | Robert Downey Jr.                        | Bosszúállók: Végjáték                      | Avengers: Endgame                          | Tony Stark / Vasember  |
| 2018/2019 (45. díjátadó) | Jeff Bridges         | Húzós éjszaka az El Royale-ban           | Bad Times at the El Royale                 | Father Daniel Flynn / Dock O'Kelly         |                        |
| 2018/2019 (45. díjátadó) | Nicolas Cage         | Mandy – A bosszú kultusza                | Mandy                                      | Red Miller                                 |                        |
| 2018/2019 (45. díjátadó) | Tom Cruise           | Mission: Impossible – Utóhatás           | Mission: Impossible – Fallout              | Ethan Hunt                                 |                        |
| 2018/2019 (45. díjátadó) | Chris Evans          | Bosszúállók: Végjáték                    | Avengers: Endgame                          | Steve Rogers / Amerika Kapitány            |                        |
| 2018/2019 (45. díjátadó) | Mel Gibson           | Kegyetlen zsaruk                         | Dragged Across Concrete                    | Brett Ridgeman                             |                        |
| 2018/2019 (45. díjátadó) | Keanu Reeves         | John Wick: 3. felvonás – Parabellum      | John Wick: Chapter 3 – Parabellum          | John Wick / Jardani Jovonovich             |                        |
| 2019/2020 (46. díjátadó) |                      | John David Washington                    | Tenet                                      | Tenet                                      | Főhős                  |
| 2019/2020 (46. díjátadó) | Daniel Craig         | Tőrbe ejtve                              | Knives Out                                 | Benoit Blanc                               |                        |
| 2019/2020 (46. díjátadó) | Delroy Lindo         | Az 5 bajtárs                             | Da 5 Bloods                                | Paul                                       |                        |
| 2019/2020 (46. díjátadó) | Ewan McGregor        | Álom doktor                              | Doctor Sleep                               | Dan Torrance                               |                        |
| 2019/2020 (46. díjátadó) | Gary Oldman          | Mank                                     | Mank                                       | Herman J. Mankiewicz                       |                        |
| 2019/2020 (46. díjátadó) | Aaron Paul           | El Camino: Totál szívás – A film         | El Camino: A Breaking Bad Movie            | Jesse Pinkman                              |                        |
| 2019/2020 (46. díjátadó) | Joaquin Phoenix      | Joker                                    | Joker                                      | Arthur Fleck / Joker                       |                        |

### 2020-as évek
| Év                       | Színész            | Színész                                              | Magyar cím                                         | Eredeti cím                           | Szerep                   |
| ------------------------ | ------------------ | ---------------------------------------------------- | -------------------------------------------------- | ------------------------------------- | ------------------------ |
| 2021/2022 (50. díjátadó) |                    | Tom Cruise                                           | Top Gun: Maverick                                  | Top Gun: Maverick                     | Pete "Maverick" Mitchell |
| 2021/2022 (50. díjátadó) | Timothée Chalamet  | Dűne                                                 | Dune                                               | Paul Atreides                         |                          |
| 2021/2022 (50. díjátadó) | Idris Elba         | The Suicide Squad – Az öngyilkos osztag              | The Suicide Squad                                  | Robert DuBois / Bloodsport            |                          |
| 2021/2022 (50. díjátadó) | Tom Holland        | Pókember: Nincs hazaút                               | Spider-Man: No Way Home                            | Peter Parker / Pókember               |                          |
| 2021/2022 (50. díjátadó) | Daniel Kaluuya     | Nem                                                  | Nope                                               | Otis "OJ" Haywood Jr.                 |                          |
| 2021/2022 (50. díjátadó) | Simu Liu           | Shang-Chi és a tíz gyűrű legendája                   | Shang-Chi and the Legend of the Ten Rings          | Hszü Sang-csi / Shaun                 |                          |
| 2021/2022 (50. díjátadó) | Robert Pattinson   | Batman                                               | The Batman                                         | Bruce Wayne / Batman                  |                          |
| 2022/2023 (51. díjátadó) |                    | Harrison Ford                                        | Indiana Jones és a sors tárcsája                   | Indiana Jones and the Dial of Destiny | Indiana Jones            |
| 2022/2023 (51. díjátadó) | Ralph Fiennes      | A menü                                               | The Menu                                           | Julian Slowik séf                     |                          |
| 2022/2023 (51. díjátadó) | Ben Kingsley       | Jules                                                | Jules                                              | Milton Robinson                       |                          |
| 2022/2023 (51. díjátadó) | Cillian Murphy     | Oppenheimer                                          | Oppenheimer                                        | Robert Oppenheimer                    |                          |
| 2022/2023 (51. díjátadó) | Chris Pratt        | A galaxis őrzői: 3. rész                             | Guardians of the Galaxy Vol. 3                     | Peter Quill / Űrlord                  |                          |
| 2022/2023 (51. díjátadó) | Keanu Reeves       | John Wick: 4. felvonás                               | John Wick: Chapter 4                               | John Wick                             |                          |
| 2022/2023 (51. díjátadó) | Sam Worthington    | Avatar: A víz útja                                   | Avatar: The Way of Water                           | Jake Sully                            |                          |
| 2023/2024 (52. díjátadó) |                    | Nicolas Cage                                         | Álmaid hőse                                        | Dream Scenario                        | Dr. Paul Matthews        |
| 2023/2024 (52. díjátadó) | Tom Blyth          | Az éhezők viadala: Énekesmadarak és kígyók balladája | The Hunger Games: The Ballad of Songbirds & Snakes | Coriolanus Snow                       |                          |
| 2023/2024 (52. díjátadó) | Timothée Chalamet  | Dűne: Második rész                                   | Dune: Part Two                                     | Paul Atreides                         |                          |
| 2023/2024 (52. díjátadó) | David Dastmalchian |                                                      | Late Night with the Devil                          | Jack Delroy                           |                          |
| 2023/2024 (52. díjátadó) | Kyle Gallner       |                                                      | Strange Darling                                    | A démon                               |                          |
| 2023/2024 (52. díjátadó) | Michael Keaton     | Beetlejuice Beetlejuice                              | Beetlejuice Beetlejuice                            | Betelgeuse                            |                          |
| 2023/2024 (52. díjátadó) | Ryan Reynolds      | Deadpool & Rozsomák                                  | Deadpool & Wolverine                               | Wader Wilson / Deadpool               |                          |

## Rekordok

### Többszörös győzelmek
| 4 győzelem - Robert Downey Jr. 3 győzelem - Harrison Ford - Mark Hamill 2 győzelem - Jeff Bridges - Tom Cruise |

### Többszörös jelölések
| 12 jelölés - Tom Cruise 7 jelölés - Robert Downey Jr. - Harrison Ford - Arnold Schwarzenegger 5 jelölés - Jeff Bridges - Johnny Depp - Viggo Mortensen - Christopher Reeve - William Shatner | 4 jelölés - Christian Bale - Pierce Brosnan - Chris Evans - Mark Hamill - Hugh Jackman - Will Smith - Robin Williams - Bruce Willis | 3 jelölés - Nicolas Cage - Jim Carrey - George Clooney - Daniel Craig - Leonardo DiCaprio - Anthony Hopkins - Matthew McConaughey - Tobey Maguire - Jack Nicholson - Brad Pitt - Chris Pratt - Keanu Reeves - Ryan Reynolds | 2 jelölés - Daniel Kaluuya - Warren Beatty - George Burns - James Caan - Timothée Chalamet - Kevin Costner - Hume Cronyn - Matt Damon - Ralph Fiennes - Albert Finney - Michael J. Fox | - Mel Gibson - Jeff Goldblum - Tom Hanks - Michael Keaton - Ben Kingsley - Christopher Lee - Bill Murray - Liam Neeson - Gary Oldman - Joaquin Phoenix - Sam Worthington |

## Fordítás
- Ez a szócikk részben vagy egészben  a   Saturn Award for Best Actor című angol Wikipédia-szócikk fordításán alapul.  Az eredeti cikk szerkesztőit annak laptörténete sorolja fel. Ez a jelzés csupán a megfogalmazás eredetét és a szerzői jogokat jelzi, nem szolgál a cikkben szereplő információk forrásmegjelöléseként.